# ハインリヒ5世 (メクレンブルク公)

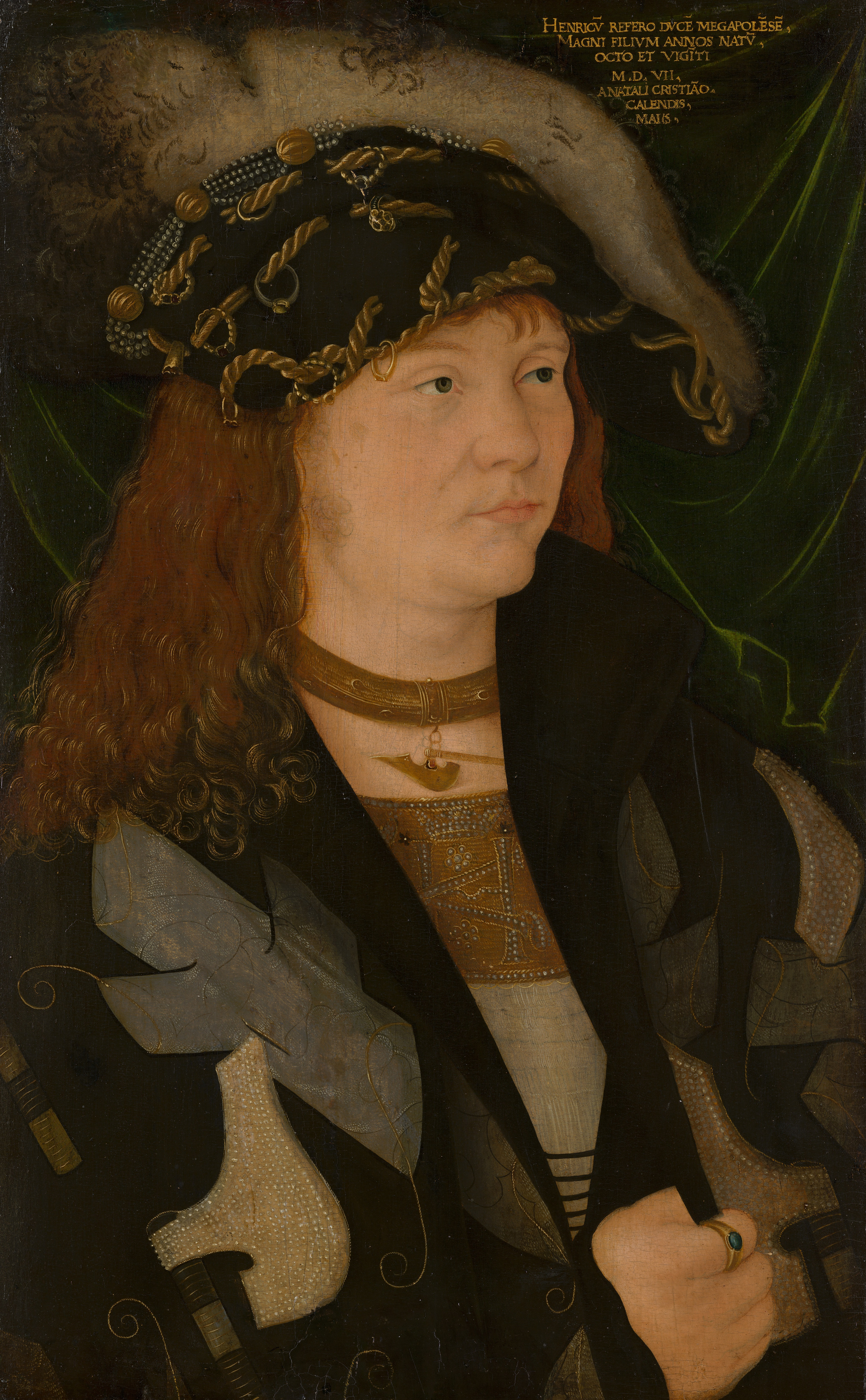
ハインリヒ5世（ヤコポ・デ・バルバリ画）

ハインリヒ5世（Heinrich V., 1479年5月3日 - 1552年2月6日）は、メクレンブルク公（在位：1503年 - 1520年）、メクレンブルク＝シュヴェリーン公（在位：1520年 - 1552年）。メクレンブルク公マグヌス2世とゾフィー・フォン・ポンメルン＝シュテティーンの息子。平和公（der Friedfertige）とよばれた。

## 生涯
ハインリヒ5世は1503年12月27日より弟のエーリヒ2世およびアルブレヒト7世、叔父のバルタザールと共同で統治を行った。バルタザールは1507年3月16日に、エーリヒ2世は1508年12月22日に亡くなり、どちらも相続人がいなかったため、ハインリヒ5世とアルブレヒト7世が領地全体を支配することとなった。2人は最初は共同統治を行った。アルブレヒト7世はメクレンブルクの領土分割を繰り返し主張し、最終的に1520年5月7日にノイブランデンブルクの家内条約が締結された。この条約では、領地の分割は行わず、ハインリヒがシュヴェリーンを統治し、アルブレヒト7世がギュストローを統治することが取り決められていた。
マルティン・ルターが宗教改革を開始したのは、ハインリヒ5世とアルブレヒト7世兄弟の治世中においてであり、メクレンブルクではすぐに支持者が得られた。ルター派の教義は、1523年にはすでに、あるいはそれ以前にも、多かれ少なかれ公然とメクレンブルク領内で説教が行われていた。ハインリヒ5世は最初からルター派の教義を支持し、最初は非常に慎重な態度であったが、1530年のアウクスブルク議会以降は公然と支持した。ハインリヒは1524年からルターと文通しており、ルターはハインリヒのもとに教師や説教者を派遣した。
ハインリヒ5世は1526年6月12日にトルガウ同盟に加わり、1532年に最終的にルターの支持者であることを公にした。当然のことながら自身の立場から、ルター派のしっかりとした内外部の組織をつくらせる必要が生じたため、1537年にルターから推薦された教育長ヨハン・リーブリンクに教会令、カテキズム、および規定書の作成を依頼した。その後、ハインリヒ5世はルター派の組織づくりに専念した。
ルターの死後、ドイツでは宗教戦争が勃発したが、ハインリヒ5世は参加しなかった。ハインリヒ5世はプロテスタントの諸侯ではあったが、シュマルカルデン同盟には加わっていなかった。ハインリヒ5世は1548年に皇帝カール5世によりアウクスブルク仮信条協定が導入されることに抵抗した。また、ルター派により正式に認められた1549年7月のメクレンブルクの等族による決定を承認した。そのすぐ後の1552年2月6日、敬虔で平和的な領主といわれたハインリヒ5世は死去した。

## 結婚と子女
ハインリヒ5世は3回結婚した。1505年12月12日にブランデンブルク選帝侯ヨハン・ツィーツェロの娘ウルズラ・フォン・ブランデンブルク（1488年10月17日 - 1510年9月18日）と最初に結婚し、3子をもうけた。
- ゾフィー（1508年 - 1541年） - ブラウンシュヴァイク＝リューネブルク公エルンスト1世と結婚
- マグヌス3世（1509年 - 1550年） - メクレンブルク＝シュヴェーリン公、1532年よりシュヴェーリン司教。
- ウルズラ（1586年没） - リーブニッツのクララ会修道院の最後の女子修道院長

1513年6月12日に、プファルツ選帝侯フィリップの娘ヘレネ・フォン・デア・プファルツ（1493年 - 1524年8月4日）と結婚した。2人の間には3子が生まれた。
- フィリップ（1514年 - 1557年） - メクレンブルク＝シュヴェーリン公
- マルガレーテ（1586年没） - ミュンスターベルク＝エールス公ハインリヒ2世と結婚
- カタリーナ（1586年没） - レグニツァ公フリデリク3世と結婚

1551年5月14日に、ザクセン＝ラウエンブルク公マグヌス1世とカタリーナ・フォン・ブラウンシュヴァイク＝ヴォルフェンビュッテルとの間の娘ウルズラ（1565年以降没）と3度目の結婚をした。この結婚には子供が生まれなかった。